# ادليرشايلد ديه دويتشين رايخ

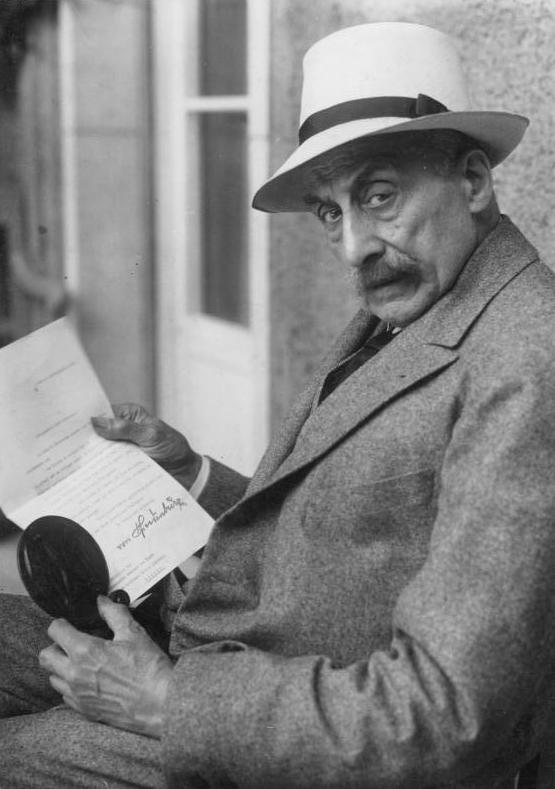
ماكس ليبرمان

ادليرشايلد ديه دويتشين رايخ (بالإنجليزية: Eagle Shield of the German Reich)‏ كانت جائزة شرفية (بالألمانية: Ehrengabe)‏ منحها الرئيس الألماني للإنجازات العلمية أو الفنية. تم منح الجائزة في فترة جمهورية فايمار، في عهد الرئيس فريدريش إيبرت واستمر المنح في فترة ألمانيا النازية. كان قرصًا معدنيًا به نسر إمبراطوري ألماني على قاعدة التمثال. لقد كان شرفًا كبيرًا ومنحًا على نحو غير منتظم، حصل عليه حوالي 70 شخصًا في المجموع.

## المستلمون خلال فترة جمهورية فايمار
المادة 109، القسم 3 من دستور فايمار المعنون «لا يجوز منح الدولة الجوائز أو الأوسمة» فرضت حظراً على الجوائز الشرفية. ومع ذلك، كانت هناك رغبة في أن تكون الدولة قادرة على منح الأوسمة الرمزية وتم إنشاء الجائزة الشريفة من Adlerschild des Deutschen Reiches لتلبية هذه الرغبة. انها تتألف من 108   ميدالية عريضة 108مم من البرونز المصبوب، مثبتة على قاعدة برونزية ومنقوشة على الجهة الخلفية بنقوش فردية مميزة. كان مصمم Adlerschild des Deutschen Reiches هو جوزيف واكرل. كان من المقرر منح الجائزة للأفراد المتميزين في مجالات الفن والثقافة والمنح الدراسية والعلوم والاقتصاد.
تم تقديم الجائزة بموجب مرسوم مكتوب من الرئيس. اعطي لواحد وعشرين شخصًا خلال فترة جمهورية فايمار. كانوا:
1. جيرهارت هاوبمان (15 نوفمبر 1922)
2. بول واجنر (7 مارس 1923)
3. هاري بلايت (28 أغسطس 1925)
4. إميل واربورغ (9 مارس 1926)
5. أدولف فون هارناك (7 مايو 1926)
6. ماكس ليبرمان (20 يوليو 1927)
7. ماكس بلانك (23 أبريل 1928)
8. هانز ديلبروك (11 نوفمبر 1928)
9. أولريش فون ويلامويتز-مويليندورف (22 ديسمبر 1928)
10. فيلهلم كاهل (17 يونيو 1929)
11. لوجو برينتانو (18 ديسمبر 1929)
12. أوسكار فون ميلر (7 مايو 1930)
13. فريدريش شميدت أوت (4 يونيو 1930)
14. ثيودور ليوالد (18 أغسطس 1930)
15. ججورج دهيو (22 نوفمبر 1930)
16. روبرت بوش (23 سبتمبر 1931)
17. والتر سيمونز (24 سبتمبر 1931)
18. كارل دويسبرج (25 سبتمبر 1931)
19. ماكس سيرينغ (18 يناير 1932)
20. إرنست براندز (11 مارس 1932)
21. أدولف جولدشميدت (1933) [1]

## المستلمون خلال الاشتراكية القومية

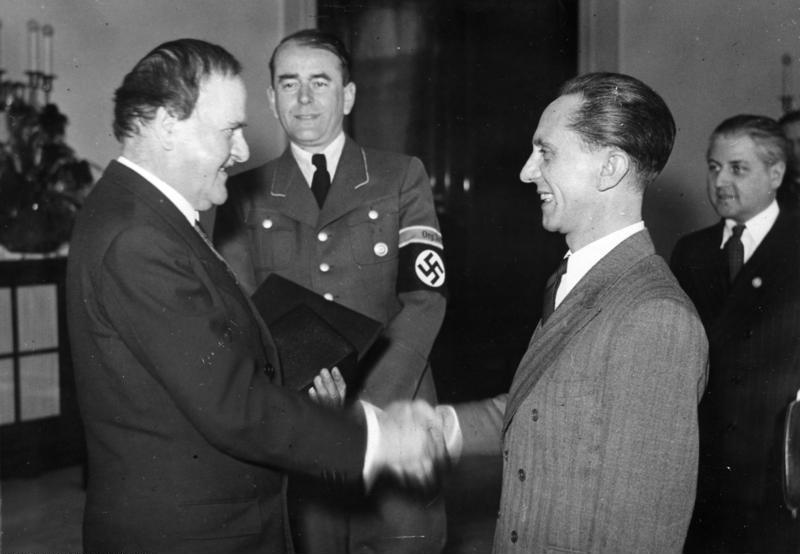
تقديم الجائزة إلى فيلهلم كريس في عام 1943

استمرت الجائزة خلال الفترة النازية . منذ عام 1934، تم استبدال النسر الذي صممه جوزيف واكرل بالنسر الإمبراطوري بالصليب المعقوف، تلك الرموز ترتبط ارتباطًا وثيقًا بالإيديولوجية النازية. استمر الاتجاه العكسي في كتابة نقش فردي ، ولكن تم أيضًا كتابته Der Führer und Reichskanzler (منذ عام 1940، ببساطة Der Führer ). وإلا فإنه لم يتغير.
1. فيليب لينارد (6 يونيو 1933)
2. إدوارد شوارتز (22 أغسطس 1933)
3. فريدريش فون مولر (17 سبتمبر 1933)
4. فيرنر كورت (21 أكتوبر 1933)
5. فيلهلم دوربفيلد (26 ديسمبر 1933)
6. هيرمان ستير (16 فبراير 1934)
7. راينهولد سيبرغ (5 أبريل 1934)
8. هوغو هيرجيسيل (29 مايو 1934)
9. ريتشارد شتراوس (11 يونيو 1934)
10. أدولف شميدت (23 يوليو 1934)
11. ثيودور ويغاند (30 أكتوبر 1934)
12. يوليوس فريدريش ليمان (28 نوفمبر 1934)
13. هاينريش فينك (13 يونيو 1935)
14. لودفيج أشوف (10 يناير 1936)
15. غوستاف هاينريش يوهان أبولون تامان (20 أبريل 1936)
16. لودولف فون كريل (25 يونيو 1936)
17. إريك ماركس (17 نوفمبر 1936)
18. أغسطس بير (24 نوفمبر 1936)
19. فلاديمير بيتر كوبن (28 مارس 1937)
20. إميل Kirdorf (8 أبريل 1937)
21. أدولف بارتلز (1 مايو 1937)
22. برنهارد نويشت (4 نوفمبر 1937)
23. ألكساندر كوينيج (20 فبراير 1938)
24. أدلبرت تشيرني (25 مارس 1938)
25. هنري فورد (1938)
26. Erwin Guido Kolbenheyer (1938)
27. روبرت فون أوسترتاج (20 أبريل 1939)
28. فريدريش كارل كلاين (14 مايو 1939)
29. ألبرت بيتزيتش (28 يونيو 1939)
30. هاينريش سونري (19 يونيو 1939)
31. يوليوس دورمولير (24 يوليو 1939)
32. آرثر كامبف (28 سبتمبر 1939)
33. كارل موك (22 أكتوبر 1939)
34. غوستاف كروب فون بوهلين أوند هالباخ (7 أغسطس 1940)
35. بول كير (28 ديسمبر 1940)
36. هاينريش شني (4 فبراير 1941)
37. ألبرت براكمان (24 يونيو 1941)
38. إرنست بوينسين (17 أكتوبر 1941)
39. فيلهلم كريس (17 مارس 1943)
40. غوستاف باور (1 أكتوبر 1944)
41. هيرمان روشلينج (12 نوفمبر 1942)
42. ألفريد هوغنبرغ (3 مارس 1943)
43. إرنست رودين (19 أبريل 1944)
44. يوجين فيشر (يونيو 1944)
45. بول شولتز-ناومبرج (10 يونيو 1944)

## قائمة المراجع
- كريستيان زينتنر، فريدمان بيدورتيج (1991). موسوعة الرايخ الثالث. ماكميلان، نيويورك. (ردمك 0-02-897502-2)
- فولفغانغ ستيغويت: دير » ألدرشيلد ديشيتشن رايش«. In: Berlinische Monatsschrift. غادر 6. الطبعة لويسنستادت، 2000 ، ISSN 0944-5560، ص. 182-187 ( عبر الإنترنت )